# Eudule ambiguata
Eudule ambiguata är en fjärilsart som beskrevs av Pieter Cornelius Tobias Snellen 1874. Eudule ambiguata ingår i släktet Eudule och familjen mätare. Inga underarter finns listade i Catalogue of Life.